# Elvett olimpiai érmek listája
A következő lista tartalmazza az elvett olimpiai érmeket. A Nemzetközi Olimpiai Bizottság szabálysértés esetén kötelezheti az olimpiai sportolókat arra, hogy visszaszolgáltassák az érmeiket, miután bebizonyosodik szabálysértésük. Amennyiben egy csapat egyetlen tagja valamilyen szabálytalanságot követ el, akkor az egész csapattól visszavonják az érmeket.
Az elkövetett szabálytalanságok túlnyomó része doppingolással kapcsolatos. Vannak azonban kivételek is, Jim Thorpe érmeit 1912-ben profi sportmúltja miatt vették el, de halála után 1982-ben mégis neki ítélték az érmeket. Az 1992-es olimpiáról a súlyemelő Ibragim Szamadov bronzérmét, és a 2008-as olimpiáról a birkózó Ara Abrahamian bronzérmét a díjátadón való sportszerűtlen viselkedése miatt vették el.

## Elvett olimpiai érmek
| Olimpia       | Név                                                                              | Ország                      | Érem  | Versenyszám                            | Forr.                                                       |
| ------------- | -------------------------------------------------------------------------------- | --------------------------- | ----- | -------------------------------------- | ----------------------------------------------------------- |
| 1968-as nyári | Öttusacsapat (Hans-Gunnar Liljenwall)                                            | Svédország                  | Bronz | öttusa                                 |                                                             |
| 1972-es nyári | Bakhaavaa Buidaa                                                                 | Mongólia                    | Ezüst | cselgáncs                              |                                                             |
| 1972-es nyári | Rick DeMont                                                                      | Egyesült Államok            | Arany | úszás                                  | Archiválva 2001. május 7-i dátummal a Wayback Machine-ben   |
| 1972-es nyári | Jaime Huelamo                                                                    | Spanyolország               | Bronz | kerékpározás                           | [ halott link ]                                             |
| 1972-es nyári | Kerékpárcsapat (Aad van den Hoek)                                                | Hollandia                   | Bronz | kerékpározás                           |                                                             |
| 1976-os nyári | Blagoy Blagoev                                                                   | Bulgária                    | Ezüst | súlyemelés                             |                                                             |
| 1976-os nyári | Zbigniew Kaczmarek                                                               | Lengyelország               | Arany | súlyemelés                             |                                                             |
| 1976-os nyári | Valentin Khristov                                                                | Bulgária                    | Arany | súlyemelés                             |                                                             |
| 1984-es nyári | Thomas Johansson                                                                 | Svédország                  | Ezüst | birkózás                               |                                                             |
| 1984-es nyári | Martti Vainio                                                                    | Finnország                  | Ezüst | atlétika                               |                                                             |
| 1988-as nyári | Mitko Grablev                                                                    | Bulgária                    | Arany | súlyemelés                             | Archiválva 2008. április 7-i dátummal a Wayback Machine-ben |
| 1988-as nyári | Angell Guenchev                                                                  | Bulgária                    | Arany | súlyemelés                             | Archiválva 2008. április 7-i dátummal a Wayback Machine-ben |
| 1988-as nyári | Ben Johnson                                                                      | Kanada                      | Arany | atlétika                               |                                                             |
| 1988-as nyári | Szanyi Andor                                                                     | Magyarország                | Ezüst | súlyemelés                             |                                                             |
| 1992-es nyári | Ibragim Samadov                                                                  | Független Államok Közössége | Bronz | súlyemelés                             | [ halott link ] ]                                           |
| 2000-es nyári | Ashot Danielyan                                                                  | Örményország                | Bronz | súlyemelés                             | Archiválva 2001. június 22-i dátummal a Wayback Machine-ben |
| 2000-es nyári | Izabela Dragneva                                                                 | Bulgária                    | Arany | súlyemelés                             |                                                             |
| 2000-es nyári | Ivan Ivanov                                                                      | Bulgária                    | Ezüst | súlyemelés                             |                                                             |
| 2000-es nyári | Marion Jones                                                                     | Amerikai Egyesült Államok   | Arany | atlétika                               |                                                             |
| 2000-es nyári | Marion Jones                                                                     | Amerikai Egyesült Államok   | Arany | atlétika                               |                                                             |
| 2000-es nyári | Marion Jones                                                                     | Amerikai Egyesült Államok   | Bronz | atlétika                               |                                                             |
| 2000-es nyári | Alexander Leipold                                                                | Németország                 | Arany | birkózás                               |                                                             |
| 2000-es nyári | Sevdalin Minchev                                                                 | Bulgária                    | Bronz | súlyemelés                             |                                                             |
| 2000-es nyári | Andreea Răducan                                                                  | Románia                     | Arany | torna                                  |                                                             |
| 2000-es nyári | Torna, csapat (Tung Fang-hsziao)                                                 | Kína                        | Bronz | Torna, Női csapat                      |                                                             |
| 2000-es nyári | Váltó csapat (Marion Jones)                                                      | Amerikai Egyesült Államok   | Bronz | atlétika                               |                                                             |
| 2000-es nyári | Váltó csapat (Marion Jones)                                                      | Amerikai Egyesült Államok   | Arany | Atlétika, Női 1600 méteres váltó       |                                                             |
| 2000-es nyári | Váltó csapat (Antonio Pettigrew)                                                 | Amerikai Egyesült Államok   | Arany | Atlétika, Férfi 1600 méteres váltó     |                                                             |
| 2000-es nyári | Lance Armstrong                                                                  | Amerikai Egyesült Államok   | Bronz | Kerékpár, Egyéni időfutam              |                                                             |
| 2002-es téli  | Alain Baxter                                                                     | Egyesült Királyság          | Bronz | alpesisí                               |                                                             |
| 2002-es téli  | Larissza Lazutyina                                                               | Oroszország                 | Arany | sífutás                                |                                                             |
| 2002-es téli  | Johann Mühlegg                                                                   | Spanyolország               | Arany | sífutás, 50 km                         |                                                             |
| 2002-es téli  | Johann Mühlegg                                                                   | Spanyolország               | Arany | sífutás, 30 km                         |                                                             |
| 2002-es téli  | Johann Mühlegg                                                                   | Spanyolország               | Arany | sífutás, 10 + 10 km üldözőverseny      |                                                             |
| 2004-es nyári | Annus Adrián                                                                     | Magyarország                | Arany | atlétika                               |                                                             |
| 2004-es nyári | Fazekas Róbert                                                                   | Magyarország                | Arany | atlétika                               |                                                             |
| 2004-es nyári | Gyurkovics Ferenc                                                                | Magyarország                | Ezüst | súlyemelés                             |                                                             |
| 2004-es nyári | Irina Korzanenko                                                                 | Oroszország                 | Arany | atlétika                               |                                                             |
| 2004-es nyári | Cian O'Connor                                                                    | Írország                    | Arany | lovaglás                               |                                                             |
| 2004-es nyári | Leonidas Sampanis                                                                | Görögország                 | Bronz | súlyemelés                             |                                                             |
| 2004-es nyári | Lovaglás, csapat (Ludger Beerbaum)                                               | Németország                 | Arany | lovaglás                               |                                                             |
| 2004-es nyári | Evezős csapat (Olena Olefirenko)                                                 | Ukrajna                     | Bronz | evezés                                 |                                                             |
| 2004-es nyári | Crystal Cox                                                                      | Amerikai Egyesült Államok   | Arany | atlétika                               |                                                             |
| 2004-es nyári | Tyler Hamilton                                                                   | Egyesült Államok            | Arany | kerékpározás                           | Archiválva 2013. május 22-i dátummal a Wayback Machine-ben  |
| 2004-es nyári | Ivan Cihan                                                                       | Fehéroroszország            | Ezüst | atlétika                               |                                                             |
| 2004-es nyári | Szvetlana Kriveljova                                                             | Oroszország                 | Bronz | atlétika                               |                                                             |
| 2004-es nyári | Jurij Bilonoh                                                                    | Ukrajna                     | Arany | atlétika                               |                                                             |
| 2004-es nyári | Irina Jatcsanka                                                                  | Fehéroroszország            | Bronz | atlétika                               |                                                             |
| 2004-es nyári | Oleg Perepecsonov                                                                | Oroszország                 | Bronz | Súlyemelés                             |                                                             |
| 2006-os téli  | Olga Piljova                                                                     | Oroszország                 | Ezüst | biatlon                                |                                                             |
| 2008-as nyári | Kim Dzsongszu                                                                    | Észak-Korea                 | Bronz | sportlövészet                          |                                                             |
| 2008-as nyári | Kim Dzsongszu                                                                    | Észak-Korea                 | Ezüst | sportlövészet                          |                                                             |
| 2008-as nyári | Ara Abrahamian                                                                   | Svédország                  | Bronz | birkózás                               |                                                             |
| 2008-as nyári | Ljudmila Blonszka                                                                | Ukrajna                     | Ezüst | atlétika – Hétpróba                    |                                                             |
| 2008-as nyári | Díjugratócsapat (Tony André Hansen)                                              | Norvégia                    | Bronz | lovaglás                               |                                                             |
| 2008-as nyári | Rasíd Ramzi                                                                      | Bahrein                     | Arany | atlétika – férfi 1500 méteres síkfutás |                                                             |
| 2008-as nyári | Jevgenyija Poljakova Alekszandra Fedoriva Julija Guscsina Julija Csermosanszkaja | Oroszország                 | Arany | atlétika – Női 4 × 100 méteres váltó   |                                                             |
| 2008-as nyári | Usain Bolt Nesta Carter Asafa Powell Michael Frater Dwight Thomas                | Jamaica                     | arany | atlétika – Férfi 4 × 100 méteres váltó |                                                             |
| 2008-as nyári | Yarelis Barrios                                                                  | Kuba                        | ezüst | atlétika – Női diszkoszvetés           |                                                             |
| 2008-as nyári | Artur Taymazov                                                                   | Üzbegisztán                 | Arany | Birkózás – férfi szabadfogás 120 kg    |                                                             |
| 2008-as nyári | Vaszil Fedorisin                                                                 | Ukrajna                     | Ezüst | Birkózás – férfi szabadfogás 60 kg     |                                                             |
| 2012-es nyári | Nadzeja Asztapcsuk                                                               | Fehéroroszország            | Arany | atlétika – női súlylökés               |                                                             |
| 2012-es nyári | Jevgenyija Kolodko                                                               | Oroszország                 | Ezüst | atlétika – női súlylökés               |                                                             |
| 2012-es nyári | Soslan Tigiyev                                                                   | Üzbegisztán                 | Bronz | birkózás – férfi szabadfogás, 74 kg    |                                                             |
| 2012-es nyári | Aslı Çakır Alptekin                                                              | Törökország                 | Arany | Atlétika – női 1500 m síkfutás         |                                                             |
| 2012-es nyári | Valentin Xristov                                                                 | Azerbajdzsán                | Bronz | Súlyemelés – férfi 56 kg               |                                                             |
| 2012-es nyári | Szvetlana Carukajeva                                                             | Oroszország                 | Ezüst | Súlyemelés – női 63 kg                 |                                                             |
| 2016-os nyári | Izzat Artykov                                                                    | Kirgizisztán                | Bronz | Súlyemelés – férfi 69 kg               |                                                             |
| 2016-os nyári | Gabriel Sîncrăian                                                                | Románia                     | Bronz | Súlyemelés – férfi 85 kg               |                                                             |

## Elvett, de később visszaadott olimpiai érmek
| Olimpia               | Név               | Ország                    | Érem  | Versenyszám  | Hivatkozás |
| --------------------- | ----------------- | ------------------------- | ----- | ------------ | ---------- |
| 1912-es nyári olimpia | Jim Thorpe        | Amerikai Egyesült Államok | Arany | atlétika     |            |
| 1912-es nyári olimpia | Jim Thorpe        | Amerikai Egyesült Államok | Arany | atlétika     |            |
| 2004-es nyári olimpia | María Luisa Calle | Kolumbia                  | Bronz | kerékpározás |            |